# Ghostbusters: Afterlife
Ghostbusters: Afterlife (prt: Caça-Fantasmas: O Legado; bra: Ghostbusters - Mais Além) é um filme de fantasia e comédia americano de 2021 dirigido por Jason Reitman, filho de Ivan Reitman (diretor dos Caça-Fantasmas originais). É a sequência dos filmes Os Caça-Fantasmas de 1984 e Os Caça-Fantasmas 2 de 1989.

## Recepção
No Rotten Tomatoes, o filme recebeu 64% de aprovação baseado em 308 análises. Cris Parker, um crítico, afirma que o filme é "Uma doce homenagem aos Caça-Fantasmas originais e, ao mesmo tempo, uma tentativa de fazer algo único com a franquia."
No RogerEbert.com, o filme recebeu apenas um de quatro estrelas. Christy Lemire alegou que o filme "Se afunda nas armadilhas superficiais da franquia sem nunca recapturar - ou aparentemente entender - o que a tornou um fenômeno em primeiro lugar."

## Elenco
- Bill Murray como Dr. Peter Venkman[9]
- Dan Aykroyd como Dr. Raymond Stantz[9]
- Ernie Hudson como Winston Zeddmore[9]
- Sigourney Weaver como Dana Barrett[9]
- Carrie Coon como Callie[9]
- Mckenna Grace como Phoebe Spengler[9]
- Finn Wolfhard como Trevor Spengler[9]
- Logan Kim como Podcast[9]
- Celeste O'Connor como Lucky[9]
- Paul Rudd como Gary Grooberson[9]
- Annie Potts como Janine Melnitz[9]
- Oliver Cooper como Elton[9]
- Sydney Mae Diaz como Swayze[9]
- Bokeem Woodbine como Xerife Domingo[9]

## Ligações Externas
- Sítio do filme na Sony Pictures